# Шапошников, Яков Фёдорович
Я́ков Фёдорович Ша́пошников (1905—1981) — стрелок 4-й гвардейской стрелковой бригады 9-й армии Закавказского фронта, гвардии красноармеец. Герой Советского Союза (1943).

## Биография
Родился 16 ноября 1905 года в селе Коноково ныне Успенского района Краснодарского края.
В Красной Армии с декабря 1941 года. В действующей армии с января 1942 года. Отличился в боях за село Гизель Пригородного района Северной Осетии в ноябре 1942 года.
Указом Президиума Верховного Совета СССР «О присвоении звания Героя Советского Союза начальствующему и рядовому составу Красной Армии» от 31 марта 1943 года за «образцовое выполнение боевых заданий командования на фронте борьбы с немецкими захватчиками и проявленные при этом отвагу и геройство» гвардии красноармейцу Шапошникову Якову Фёдоровичу присвоено звание Героя Советского Союза с вручением ордена Ленина и медали «Золотая Звезда».
С октября 1945 года младший лейтенант Шапошников в запасе, а затем в отставке. Жил и работал в городе Минеральные Воды Ставропольского края. Скончался 25 мая 1981 года.
В августе 2019 года его именем названа школа № 4 с. Коноково.